# Мальцева, Софья Васильевна
Софья Васильевна Мальцева (29 августа 1895, Москва, Российская империя — 26 апреля 1993, Москва, Россия) — российская и советская теннисистка, чемпионка СССР в одиночном разряде (1928, 1932) и женском парном разряде (1932), заслуженный мастер спорта СССР (1947), судья всесоюзной категории (1951).

## Биография
Софья Мальцева начала играть в теннис в 17-летнем возрасте в Петровско-Разумовском (в то время — отдельное село, которое в 1917 году вошло в состав Москвы). С 1915 года она играла за клуб «Унион». Первым крупным успехом Мальцевой стала победа в одиночном разряде на первом в советское время чемпионате Москвы 1918 года, причём «знатоков поразила тогда даже не столько сама победа Мальцевой, сколько стиль её игры — активный, атакующий, с выходами к сетке и уверенной игрой с лёта».
В первом чемпионате СССР по теннису, который состоялся в 1924 году, Софья Мальцева дошла до финала соревнований в одиночном разряде, но в решающем матче уступила Тамире Суходольской.
Летом 1928 года Софья Мальцева участвовала в теннисных соревнованиях Всесоюзной спартакиады, которые потом вошли в статистику в качестве четвёртого чемпионата СССР по теннису. В финале женского одиночного турнира она обыграла Нину Теплякову, завоевав таким образом своё первое звание чемпионки СССР.
Во второй раз Софья Мальцева стала чемпионкой СССР в одиночном разряде в 1932 году, победив в финальном матче Елену Александрову. В том же году, играя в паре с Александровой, Мальцева стала чемпионкой СССР в парном разряде.
Трижды (в 1928, 1929 и 1932 годах) Софья Мальцева возглавляла список сильнейших теннисисток СССР. В 1947 году ей было присвоено звание заслуженного мастера спорта СССР.
После окончания игровой карьеры Софья Мальцева участвовала во многих теннисных соревнованиях в качестве судьи, а также более 30 лет работала во Всесоюзной классификационной комиссии Федерации тенниса СССР. В 1951 году ей было присвоено звание судьи всесоюзной категории.
Софья Мальцева скончалась 26 апреля 1993 года в Москве. Урна с её прахом была захоронена в колумбарии Донского кладбища.
В 2007 году Софья Мальцева была включена в Зал российской теннисной славы.

## Выступления на турнирах

### Финалы чемпионата СССР

#### Одиночный разряд: 3 финала (2 победы — 1 поражение)
| Результат | №  | Год  | Турнир         | Соперница           | Счёт     |
| Поражение | 1. | 1924 | Чемпионат СССР | Тамира Суходольская | 3-6, 4-6 |
| Победа    | 1. | 1928 | Чемпионат СССР | Нина Теплякова      | 6-4, 6-4 |
| Победа    | 2. | 1932 | Чемпионат СССР | Елена Александрова  | 6-2, 6-2 |

#### Парный разряд: 2 финала (1 победа)
| Результат | №  | Год  | Турнир         | Партнёрша          | Соперницы                          | Счёт          |
| Победа    | 1. | 1932 | Чемпионат СССР | Елена Александрова | Зинаида Клочкова Мария Мейер       | 8-6, 4-6, 6-4 |
| Поражение | 1. | 1934 | Чемпионат СССР | Елена Александрова | Анастасия Сурначёва Нина Теплякова | 6-3, 2-6, 0-6 |

#### Смешанный парный разряд: 1 финал (1 поражение)
| Результат | №  | Год  | Турнир         | Партнёр            | Соперники                          | Счёт     |
| Поражение | 1. | 1927 | Чемпионат СССР | Всеволод Вербицкий | Зинаида Клочкова Евгений Кудрявцев | 5-7, 4-6 |